# Военно-морская история
Военно-морская история — процесс развития военно-морского дела с древности до современности, и одновременно одна из составляющих военно-морской науки (теории военно-морского флота), изучающая военные действия на море и силы военных флотов прошлого в различные эпохи.  
В другом источнике указано что Военно-морская история имеет своей задачей изучение условий развития военно-морской силы и исследование политического влияния этой силы, как самостоятельного фактора истории, на развитие государств и народов.Военно-морская история как наука и дисциплина является составной частью военной истории и военно-морской (морской) науки.

## Состав
Военно-морская история состоит из:
- истории вооружённой борьбы на море;
- истории военно-морского искусства;
- истории кораблестроения и вооружения;
- истории строительства и организации флотов;
- истории военно-морской мысли;
- военно-морской историографии;
- и так далее[2].